# Pamupukan
Pamupukan is een bestuurslaag in het regentschap Kuningan van de provincie West-Java, Indonesië. Pamupukan telt 1778 inwoners (volkstelling 2010).